# Витацизам и бетацизам у српском језику
Витацизам и бетацизам су два различита изговарања грчких позајмица. Та имена произлазе од различитог начина на којима се изговарало друго слово грчке азбуке , β. На грчком се ово слово изговарало као „вита“, одакле потиче назив витацизам, на латинском је то било „бета“, одакле име бетацизам.
Речи са витацистичким, тј. грчким изговором припадају старијој српској традицији, док су речи са бетацистичким изговором модерније и раширеније у модерном српском књижевном језику.
Листа грчких слова који имају различит изговор; лево речи изговорене према витацизму и десно према бетацизму.
β као в: σύμβολος символ а као б: симбол
ε/αι у почетку слова као је αἵρεσις јерес а као е: ἐθική етика
η као и κληρός клир а као е κληρικαλισμός клерикализам
интервокално σ као с φιλοσοφία философија а као з филозофија
χ као х: χειρουργός хирург а као к: χαρακτεριστικός карактеристичан
ευ као ев: Εὐρώπη Европа а као еу: ευθανασία еутаназија
αυ као ав: αὑλή авлија а као ау: αὑτοματικός аутоматски 
οι као и:  а као е: οἰκονομία економија 
῾ као ∅ ἱστορία историја а као х ὑγιεινή хигијена